# Plesioteuthidae
Plesioteuthididae · plésioteuthidés
Famille
Les Plesioteuthidae, plésioteuthidés en français, forment une famille fossile de calmars.

## Historique
La famille des Plesioteuthidae est décrite en 1921 par le zoologiste et paléontologue suisse Adolf Naef (1883-1949) sous le protonyme Plesioteuthididae.

### Synonyme
- Plesioteuthididae Naef, 1921.

### Fossiles
Selon Paleobiology Database en 2025, le nombre de collections de fossiles est de vingt. Ces collections de fossiles sont du Falciferum du Jurassique inférieur au Campanien supérieur du Crétacé supérieur, c'est-à-dire datent de 184,2 à 72,2 Ma avant notre ère.

## Liste des genres
Selon Paleobiology Database en 2025, le nombre de genres référencés est de sept :
- † Boreopeltis Engeser & Reitner, 1985
- † Dorateuthis Woodward, 1883
- † Eromangateuthis Fuchs, 2019
- † Maioteuthis Reitner & Engeser, 1982
- † Paraplesioteuthis ?
- † Plesioteuthis ?
- † Styloteuthis Fritsch, 1910

Les deux genres suivants ne sont pas référencés dans cette famille des Plesioteuthidae :
- † Rhomboteuthis
- † Romaniteuthis